# Primer ministre de Cambodja

Blasó de Cambodja.

Aquesta és la llista dels primers ministres i altres caps de govern de Cambodja, de 1945 fins a l'actualitat.

## Protectorat francès del Cambodja (1945 - 1953)
| #  | Nom                                          | Començament del mandat | Fi del mandat          |
| -- | -------------------------------------------- | ---------------------- | ---------------------- |
| 1  | rei Norodom Sihanouk (1è vegada)             | 18 de març de 1945     | 13 d'agost de 1945     |
| 2  | Son Ngoc Thanh (1è vegada)                   | 14 d'agost de 1945     | 16 d'octubre de 1945)  |
| 3  | príncep Sisowath Monireth                    | 17 d'octubre de 1945   | 15 de desembre de 1946 |
| 4  | príncep Sisowath Youtevong                   | 15 de desembre de 1946 | 15 de juliol de 1947   |
| 5  | Sisowath Watchayavong                        | 25 de juliol de 1947   | 20 de febrer de 1948   |
| 6  | Chhean Vam                                   | 20 de febrer de 1948   | 14 d'agost de 1948     |
| 7  | Samdech Penn Nouth (1è vegada)               | 15 d'agost de 1948     | 21 de gener de 1949    |
| 8  | Yem Sambaur (1è vegada)                      | 12 de febrer de 1949   | 20 de setembre de 1949 |
| 9  | Ieu Koeus                                    | 20 de setembre de 1949 | 29 de setembre de 1949 |
|    | Yem Sambaur (2è vegada)                      | 29 de setembre de 1949 | 8 de novembre de 1949  |
|    | Yem Sambaur (2è vegada)                      | 8 de novembre de 1949  | 28 d'abril de 1950)    |
|    | rei Norodom Sihanouk (2è vegada)             | 28 d'abril de 1950     | 30 de maig de 1950     |
| 10 | príncep Samdech Krom Luong Sisowath Monipong | 30 de maig de 1950     | 3 de març de 1951      |
| 11 | Oum Chheang Sun (1è vegada)                  | 3 de març de 1951      | 12 d'octubre de 1951   |
| 12 | Huy Kanthoul                                 | 13 d'octubre de 1951   | 16 de juny de 1952     |
|    | rei Norodom Sihanouk (3è vegada)             | 16 de juny de 1952     | 24 de gener de 1953    |
|    | Samdech Penn Nouth (2è vegada)               | 24 de gener de 1951    | 9 de novembre de 1953  |

## Regne de Cambodja (1953 - 1970)
| #  | Nom                                   | Començament del mandat | Fi del mandat          |
| -- | ------------------------------------- | ---------------------- | ---------------------- |
|    | Samdech Penn Nouth (2è vegada)        | 9 de novembre de 1953  | 22 de novembre de 1953 |
| 13 | Chan Nak                              | 23 de novembre de 1953 | 7 d'abril de 1954      |
|    | rei Norodom Sihanouk (4è vegada)      | 7 d'abril de 1954      | 18 d'abril de 1954     |
|    | Samdech Penn Nouth (3è vegada)        | 18 d'abril de 1954     | 26 de gener de 1955    |
| 14 | Leng Ngeth                            | 26 de gener de 1955    | 3 d'octubre de 1955    |
|    | príncep Norodom Sihanouk (5è vegada)  | 3 d'octubre de 1955    | 5 de gener de 1956     |
|    | Oum Chheang Sun (2è vegada)           | 5 de gener de 1956     | 29 de febrer de 1956   |
|    | príncep Norodom Sihanouk (6è vegada)  | 1 de març de 1956      | 24 de març de 1956     |
| 15 | Khim Tit                              | 3 d'abril de 1956      | 29 de juliol de 1956   |
|    | príncep Norodom Sihanouk (7è vegada)  | 15 de setembre de 1956 | 15 d'octubre de 1956   |
| 16 | Sam Yun                               | 25 d'octubre de 1956   | 7 d'abril de 1957      |
|    | príncep Norodom Sihanouk (8è vegada)  | 9 d'abril de 1957      | 7 de juliol de 1957)   |
| 17 | Sim Var (1è vegada)                   | 26 de juliol de 1957   | 11 de gener de 1958)   |
| 18 | Ek Yi Oun                             | 11 de gener de 1958    | 17 de gener de 1958    |
|    | Samdech Penn Nouth (4è vegada)        | 17 de gener de 1958    | 24 d'abril de 1958)    |
|    | Sim Var (2è vegada)                   | 24 d'abril de 1958     | 10 de juliol de 1958)  |
|    | príncep Norodom Sihanouk (9è vegada)  | 10 de juliol de 1958   | 3 d'abril de 1960      |
|    | príncep Norodom Sihanouk (9è vegada)  | 3 d'abril de 1960      | 19 d'abril de 1960     |
| 19 | Pho Proeung                           | 19 d'abril de 1960     | 28 de gener de 1961    |
|    | Samdech Penn Nouth (5è vegada)        | 28 de gener de 1961    | 17 de novembre de 1961 |
|    | príncep Norodom Sihanouk (10è vegada) | 17 de novembre de 1961 | 13 de febrer de 1962)  |
|    | Nhiek Tioulong (provizora)            | 13 de febrer de 1962   | 6 d'agost de 1962      |
| 20 | Chau Sen Cocsal Chhum                 | 6 d'agost de 1962      | 6 d'octubre de 1962    |
| 21 | príncep Norodom Kantol                | 6 d'octubre de 1962    | 25 d'octubre de 1966   |
| 22 | General Lon Nol (1è vegada)           | 25 d'octubre de 1966   | 1 de maig de 1967      |
| 23 | Son Sann                              | 1 de maig de 1967      | 31 de gener de 1968    |
|    | Samdech Penn Nouth (6è vegada)        | 31 de gener de 1968    | 14 d'agost de 1969     |
|    | General Lon Nol (2è vegada)           | 14 d'agost de 1969     | 9 d'octubre de 1970    |

## República Khmer (1970 - 1976)
| #  | Nom                            | Començament del mandat | Fi del mandat         |
| -- | ------------------------------ | ---------------------- | --------------------- |
|    | Jenderal Lon Nol (2è vegada)   | 9 d'octubre de 1970    | 11 de març de 1972    |
| 24 | príncep Sisowath Sirik Matak   | 11 de març de 1972     | 18 de març de 1972    |
|    | Son Ngoc Thanh (2è vegada)     | 18 de març de 1972     | 15 d'octubre de 1972  |
| 25 | Hang Thun Hak                  | 15 d'octubre de 1972   | 6 de maig de 1973     |
| 26 | In Tam                         | 6 de maig de 1973      | 9 de desembre de 1973 |
| 27 | Long Boret                     | 26 de desembre de 1973 | 17 d'abril de 1975    |
|    | Samdech Penn Nouth (7è vegada) | 17 d'abril de 1975     | 5 de gener de 1976    |

## Kampuchea Democràtica (1976 - 1979)
| #  | Nom                            | Començament del mandat | Fi del mandat      |
| -- | ------------------------------ | ---------------------- | ------------------ |
|    | Samdech Penn Nouth (7è vegada) | 5 de gener de 1976     | 4 d'abril de 1976  |
| 28 | Khieu Samphan                  | 4 d'abril de 1973      | 13 de maig de 1976 |
| 29 | Pol Pot                        | 13 de maig de 1976     | 7 de gener de 1979 |

## República Popular del Kampuchea (1979 - 1989)
| #  | Nom                         | Començament del mandat | Fi del mandat          |
| -- | --------------------------- | ---------------------- | ---------------------- |
| 30 | Pen Sovan                   | 27 de juny de 1979     | 5 de desembre de 1981  |
| 31 | Chan Sy                     | 5 de desembre de 1981  | 26 de desembre de 1984 |
| 32 | Samdech Hun Sen (1è vegada) | 14 de gener de 1985    | 1 de maig de 1989      |

## Estat de Cambodja (1989-1993)
| #  | Nom | Començament del mandat | Fi del mandat          |
| -- | --- | ---------------------- | ---------------------- |
|    | Samdech Hun Sen (1è vegada) | 1 de maig de 1989      | 2 de juliol de 1993    |
| 33 | príncep Norodom Ranariddh (primer ministre amb Hun Sen) (1è vegada) Samdech Hun Sen (primer ministre amb Norodon Ranariddh) (2è vegada) | 2 de juliol de 1993    | 21 de setembre de 1993 |
|    | príncep Norodom Ranariddh (2è vegada)                                                                                                   | 21 de setembre de 1993 | 24 de setembre de 1993 |

## Rejio di Cambodja (1993 - actualitat)
| #  | Nom | Començament del mandat | Fi del mandat          |
| -- | --- | ---------------------- | ---------------------- |
|    | príncep Norodom Ranariddh (Primer primer ministre) (2è vegada) Samdech Hun Sen (2n primer ministre) (3è vegada) | 24 de setembre de 1993 | 6 de juliol de 1997    |
| 34 | Ung Huot (Primer primer ministre) Samdech Hun Sen (2n primer ministre)                                          | 16 de juliol de 1997   | 30 de novembre de 1998 |
|    | Samdech Hun Sen (4è vegada)                                                                                     | 30 de novembre de 1998 | 22 de agost de 2023    |
| 35 | Hun Manet | 22 de agost de 2023    | actualitat             |